# 김세환 (1889년)
김세환(金世煥, 1889년 11월 18일 ~ 1945년 9월 16일)은 대한민국의 독립운동가이며 1963년 대한민국 건국훈장 독립장 추서 수훈자이다.
1919년 3·1 운동에 민족대표 48인 중 한 사람으로 참가했다가 체포되어 복심에서 무죄 판결을 받았지만 미결수로 2년 가까이 복역하였다. 당시 그는 수원상업강습소(현 수원고등학교의 전신) 교사를 거쳐 기독교 계통의 학교인 삼일여학교 학감으로 일하던 중이었다. 김세환은 중앙기독교청년회 간사 박희도의 권유로 운동에 참가하기로 했으며, 이갑성 등과 논의하여 경기 및 충청 지역에서 명망 있는 개신교계 인사들과 교섭하는 역할을 맡았다. 그는 목회자들과 접촉하여 이들의 지지를 구한 뒤, 삼일여학교를 중심으로 수원 지역의 만세운동을 계획했다.

## 생애[1][2]
경기도 수원에서 태어났다. 어릴 때 감리교에 입교했으며, 보성중학교를 졸업하고 일본 주오 대학에 유학했다. 학교를 졸업한 뒤 수원상업회의소에 근무하였다. 이후 미국인 감리교 선교사 밀러(Miller, Lulu Adelia)의 후원을 받아, 수원의 삼일남녀학교(三一男女學校)를 설립하여 후진교육에 전념하였다. 삼일여학교 학감으로 재직하며, 학교 건물에 한반도 지도를 조각해 넣음으로써 학생들과 학교를 방문하는 사람들에게민족의식을 고양시켰다.
박희도(朴熙道)로부터 독립만세운동에 관한 계획을 듣고 2월 21일 이갑성(李甲成)의 집에서 독립선언의 방법으로 천도교측과 연합하는 문제를 토의하기 위한 기독교 측 대표들의 철야회합에 참가하였다.
이 때 이 문제를 이인환(李寅煥)과 함태영(咸台永)에게 일임하고 지방의 동지규합을 위하여 2월 22일 서울을 출발하여, 수원·이천지역에서 활동하였다.
2월 24일 서울로 올라와 결과를 보고한 뒤 다시 지방으로 내려가 동지규합에 온 힘을 기울였다. 3월 1일 민족대표들이 일본 경찰에 붙잡히고, 김세환도 중앙지도체 49인 가운데 한 사람으로 3월 13일 검거되었다.
여러 차례에 걸친 재판 끝에 다음해 10월 무죄로 석방되었다. 출감한 뒤에도 교육사업을 통하여 재산가인 홍사훈(洪思勳)을 설득, 수원상업학교를 설립하여 2세교육을 통한 계속적인 독립운동을 전개하였다.
독립기념관은 국가보훈처 및 광복회와 공동으로 김세환을 2020년 3월의 독립운동가로 선정했다.

## 참고자료
- 김세환 : 독립유공자 공훈록 - 국가보훈처